# Fritz-Heckert-Medaille
Die Fritz-Heckert-Medaille, benannt nach dem Kommunisten und Gewerkschafter Fritz Heckert, war in der Deutschen Demokratischen Republik (DDR) die höchste Auszeichnung des Freien Deutschen Gewerkschaftsbundes (FDGB). Sie galt in der DDR als nichtstaatliche Auszeichnung.

## Stiftung
Sie wurde 1955 anlässlich des zehnjährigen Bestehens des FDGB gestiftet und 1972 um die Stufe Gold, 1977 um die Stufe Bronze erweitert.

## Verleihung
Die Verleihung erfolgte jeweils am 15. Juni, dem Gründungstag des FDGB, bzw. am 7. Oktober, dem Gründungstag der DDR. Die Verleihung erfolgte durch das Präsidium des Bundesvorstandes des FDGB bzw. in dessen Auftrag.
Die Medaille wurde für langjährige Verdienste in der Gewerkschaftsarbeit sowie hervorragende Leistungen bei der Entwicklung der sozialistischen Gewerkschaftsbewegung verliehen. Sie wurde auch anlässlich eines 60., 65., 70. und 75. Geburtstages bzw. einer 50-, 60- und 70-jährigen Mitgliedschaft in der Gewerkschaftsbewegung verliehen.
Mit der Medaille konnten Gewerkschafter aus der DDR, aber auch internationale Gewerkschafter einmalig ausgezeichnet werden. Die Medaille wurde mit einer Urkunde überreicht.
An verdienstvolle Kollektive im sozialistischen Wettbewerb wurde das Fritz-Heckert-Banner verliehen.

## Prämien
Die Prämien betrugen 5 000 M für die Stufe Gold, 2 500 M für die Stufe Silber sowie 1 000 M für die Stufe Bronze.

## Bekannte Preisträger
| Jahr der Verleihung | Preisträger (Stufe) |
| ------------------- | --- |
| 1955                | Heinrich Allmeroth, Hermann Budzislawski, Hermann Duncker, Roberta Gropper, Erich Grützner, Wilhelm Ploog, August Reitz, Richard Schallock, Rudolf Schick, Josef Wenig |
| 1956                | Otto Buchwitz, Josef Orlopp, Fritz Selbmann |
| 1957                | Karl Fugger, Max Seydewitz, Bruno Sommerer |
| 1958                | Josef Hahn |
| 1959                | Werner Eggerath |
| 1960                | Max Fritsch, Hans Marchwitza, Willy Perk, Walter Buchheim, Heinrich Deiters, Bernhard Quandt, Lotte Ulbricht                                                           |
| 1961                | Lilo Gruber, Karl-Heinz Wirzberger, Willi Bredel |
| 1962                | Walter Vesper |
| 1963                | Adolf Buchholz, Max Burghardt, Hermann Göck, Walter Ulbricht (Gold), MS "Völkerfreundschaft" und GT/MS "Fritz-Heckert", Bernhard Zessin                                |
| 1964                | Günter Mittag, Erich Apel |
| 1965                | Ferdinand Greiner |
| 1966                | Hermann Axen, Luise Ermisch |
| 1967                | Erwin Kramer |
| 1968                | Ernst Goldenbaum |
| 1969                | |
| 1970                | Charlotte Küter, Alfred Kurella |
| 1971                | Walter Maschke (Gold), Gerhard Grüneberg |
| 1972                | Roman Chwalek (Gold), Karl Oltersdorf (Gold), Paul Peschke (Gold), Mot.-Schützenregiment 24 „John Schehr“,                                                             |
| 1973                | Horst Sindermann |
| 1974                | Rudolf Lindau |
| 1975                | Erich Mielke |
| 1976                | Paul Rathke (Gold), Josef Wenig (Gold) |
| 1977                | Anita Bach (Silber) |
| 1978                | Ernst Schladitz (Gold), Hans Modrow, Kurt Seibt (Gold), Hanna Wolf (Gold)                                                                                              |
| 1979                | Fritz Müller, Kurt Thiele, Waldemar Verner (Gold) |
| 1980                | Günther Jahn, Heinz Keßler |
| 1981                | Alexei Dmitrijewitsch Bassow, Günter Ehrensperger, Rolf Hößelbarth, Erhard Krack (Silber), Hermann Matern, Herbert Ziegenhahn (Gold)                                   |
| 1982                | |
| 1983                | |
| 1984                | |
| 1985                | Horst Rusch (Gold) |
| 1986                | |
| 1987                | |
| 1988                | |
| 1989                | |